# Всемирный день культурного разнообразия во имя диалога и развития
Всемирный день культурного разнообразия во имя диалога и развития (на других официальных языках ООН: англ. World Day for Cultural Diversity for Dialogue and Development, араб. اليوم العالمي للتنوع الثقافي من أجل الحوار والتنمية, ‎исп. Día Mundial de la Diversidad Cultural para el Diálogo y el Desarrollo, кит. 世界文化多样性促进对话和发展日, фр. Journée mondiale de la diversité culturelle pour le dialogue et le développement
) — отмечается ежегодно 21 мая. Провозглашен Генеральной Ассамблеей ООН (Резолюция № A/REC/57/249 от 20 февраля 2003 года) взамен Всемирного дня развития культуры.